# 에드문트 슈토이버
에드문트 뤼디거 슈토이버(독일어: Edmund Rüdiger Stoiber, 1941년 9월 28일~)은 독일의 정치인이다. 바이에른주의 주총리와 바이에른 기독교사회연합의 의장을 지냈다. 앙겔라 메르켈 내각이 발족되면서 경제장관을 맡을 예정이었으나, 바이에른주 총리직을 지키고 입각하지 않기로 했다. 2007년 1월 18일에는 당해 9월 말까지 총리직과 당수직을 내놓겠다고 발표했다.

## 생애
슈토이버는 바이에른주 로젠하임의 오버라우도르프에서 태어났다. 바이에른 의회 의원이 된 1974년 이전에는 레겐스부르크 대학에서 일하며 변호사로 활동했다.
종교는 천주교이다. 부인 카린 슈토이버와의 사이에 세 자녀 콘스탄체, 베로니카, 도미니크가 있으며, 3명의 손자도 두고 있다.
1961년 로젠하임의 고등학교를 졸업하고 병역을 마친 뒤 정치학을 공부하고, 1962년 가을부터 뮌헨에서 법학을 공부한다. 1967년 국가 사법시험을 통과하고 레겐스부르크 대학에서 형법과 동유럽 법에 대해 연구한다. 박사학위를 받고 1971년 2차 사법시험을 우수한 성적으로 통과한다.

## 정치경력
1978년 CSU의 사무총장으로 선출되어 1983년까지 이 직책을 맡는다. 1982년부터 1993년까지는 바이에른 주정부의 장차관을 두르지내다가, 1993년 5월 바이에른 주의회에 의해 막스 슈트라이블이 이은 총리로 선출된다. 1998년에는 테오 바이겔로부터 CSU의 의장직도 물려받는다.

## 독일 연방수상 후보
2002년 슈토이버는 연합하고 있던 CDU의 리더인 앙겔라 메르켈을 제치고 CDU/CSU의 수상 후보로 나서 게르하르트 슈뢰더와 맞서게 된다.
2002년 독일 연방 선거에서 기민/기사연합은 여론조사에서 사민당을 크게 앞었으며, 슈토이버는 다음과 같은 말로 이 상황을 묘사한다. "... 이 선거는 마치 2-0으로 이기고 있는 후반전 축구경기 같다." 그러나, 선거결과는 크게 달랐다. 사민당은 격차를 크게 좁혔고, 선거는 약 6000표의 간발의 차로 사민당의 승리로 돌아간다. 선거결과 사민당과 녹색당 연합을 이루어 게르하르트 슈뢰더를 다시 수상으로 만든다. 패인으로는 선거 중에 있었던 독일 동부의 홍수에 대한 슈토이버의 부적절한 대응, 그리고, 미국이 주도한 이라크 전쟁에 유난히 적극적이었던 슈토이버의 자세등이 이야기됐다.

## 역대 선거 결과
| 선거명      | 직책명          | 대수 | 정당                    | 득표율 | 득표수 | 결과 | 당락                         |
| ----------- | --------------- | ---- | ----------------------- | ------ | ------ | ---- | ---------------------------- |
| 1998년 선거 | 바이에른의 총리 | 53대 | 바이에른 기독교사회연합 | 60.29% | 123표  | 1위  | 바이에른 주총리 당선         |
| 2003년 선거 | 바이에른의 총리 | 53대 | 바이에른 기독교사회연합 | 68.89% | 124표  | 1위  | 바덴뷔르템베르크 주총리 당선 |

## 같이 보기
- 바이에른주의 주총리